# Marie Mahrová
Marie Mahrová, née en 1947, est une astronome tchèque.
Le Centre des planètes mineures la crédite de la découverte de quatre astéroïdes, effectuée entre 1981 et 1985.
| (3492) Petra-Pepi | 16 février 1985   |
| (3899) Wichterle  | 17 septembre 1982 |
| (4112) Hrabal     | 25 septembre 1981 |
| (4567) Bečvář     | 17 septembre 1982 |